# Cuyuni-Mazaruni
Cuyuni-Mazaruni ist eine Region im Westen Guyanas mit einer Fläche von 47.213 km². 
Die Region grenzt im Norden an die Regionen Barima-Waini, Essequibo Islands-West Demerara und Pomeroon-Supenaam, im Osten an die Region Upper Demerara-Berbice, die Region Potaro-Siparuni und Brasilien im Süden und Venezuela im Westen.
Das Territorium ist zwischen Guyana und Venezuela umstritten. Vor der administrativen Reform von 1980 gehörte das Gebiet zur Region Mazaruni-Potaro.
Die Hauptstadt ist Bartica, daneben gibt es die Städte Issano, Isseneru, Kartuni, Peters Mine, Arimu Mine, Kamarang, Keweigek, Imbaimadai, Tumereng und Kamikusa.